# أكاديمية إنتر كامبوس الخيرية

شعار أكاديمية إنتر كامبوس.

أكاديمية إنتر كامبوس الخيرية (بالإيطالية: inter campus)‏، هي مؤسسة خيرية اجتماعية لاربحية، يملكها ويديرها نادي إنتر ميلان الإيطالي، تم تأسيسها من طرف مالك النادي السابق ماسيمو موراتي في 20 فبراير 1996. وبدأت عملياتها في عام 1997. يهدف المشروع تقديم المساعدة للأطفال المحتاجين واستخدام لعبة كرة القدم كأداة تعليمية تعمل على استعادة حق 10.000 طفل في حاجتهم إلى اللعب.
فيما يزيد عن 15 سنة من العمل الدؤوب والجدي من أجل ما يقرب من 10.000 طفل يملئون العالم باللونين الأسود والأزرق الذي يتميز به نادي إنتر ناسيونالي، تقوم مجموعة عمل متخصصة وفريق يتكون من سبعة مدربين من الذين يقومون بالتنسيق للأنشطة التي تجري في العديد من مراكز التدريب والتي لا يكون اهتمامها منصباً على تعليم مهارات كرة القدم فقط،  ولكن الاهتمام أيضاً بتزويد هذه المراكز بالمشاريع الخلاقة والتعليمية، حيث تقوم مجموعة بالعمل عن قرب مع 200 مدرب محلي الذين يتم اختيارهم بالإضافة إلى العديد من المتطوعين الذين يعملون في 17 دولة من الدول الذين يعتبرون بشكل رسمي جزء من الدائرة العالمية لأكاديميات إنتر كامبوس بالإضافة إلى 20 دولة أخرى تم دخولها في العديد من أنشطة الجامعة وذلك من أجل العمل على حل المشاكل التي تعيش فيها هذه المناطق من حيث الظروف المعيشية الصعبة والحروب المنتشرة فيها.
من أبرز أعضاءها : الرئيسية الحالية للأكاديمية السيدة كارلوتا موراتي والمدير العام أنجلو ماريو موراتي واللاعب الشهير لويس فيغو أحد أعضاء مجلس المؤسسة بالإضافة إلى الحارس المعتزل فرانشيسكو تولدو الذي يشغل منصب سفير المؤسسة.

## وصلات خارجية
- Inter Campus Official Website.